# Meunasah Kulam (Meureudu)
Meunasah Kulam is een bestuurslaag in het regentschap Pidie Jaya van de provincie Atjeh, Indonesië. Meunasah Kulam telt 459 inwoners (volkstelling 2010).